# Цзинъань (станция метро)
«Цзинъань» (англ. Jingan; кит. 景安) — станция Тайбэйского метрополитена линии Чжунхэ. Находится на территории района Чжунхэ Нового Тайбэя. Станция была открыта 24 декабря 1998 года. Располагается между станциями «Рынок Юнъань» и «Наньшицзяо».

## Техническая характеристика
Станция «Цзинъань» — двухъярусная. На каждом ярусе по одной платформе и по одному пути. На платформу верхнего яруса прибывают поезда в сторону «Бэйтоу», а на платформу нижнего яруса — в сторону «Наньшицзяо». Выход в город находится в центре зала. Выход оснащён эскалатрами и лифтом для пожилых людей и инвалидов.  22 августа 2016 года на станции были установлены автоматические платформенные ворота. На платформе кольцевой линии установлены платформенные раздвижные двери.

## Перспективы
В будущем у станции «Цзинъань» должен появиться переход на Кольцевую линию, которая сейчас находится в стадии проектирования.